# Slunéčko čtrnáctiskvrnné
Slunéčko čtrnáctiskvrnné (Calvia quatuordecimguttata) je druh brouka z čeledi slunéčkovitých (Coccinellidae). Tento druh je charakteristický svou variabilní barvou a čtrnácti světlými skvrnami na krovkách. Přirozeně se vyskytuje v Evropě a Asii, ale byl také zavlečen do Severní Ameriky, kde se stal součástí místních ekosystémů.

## Popis

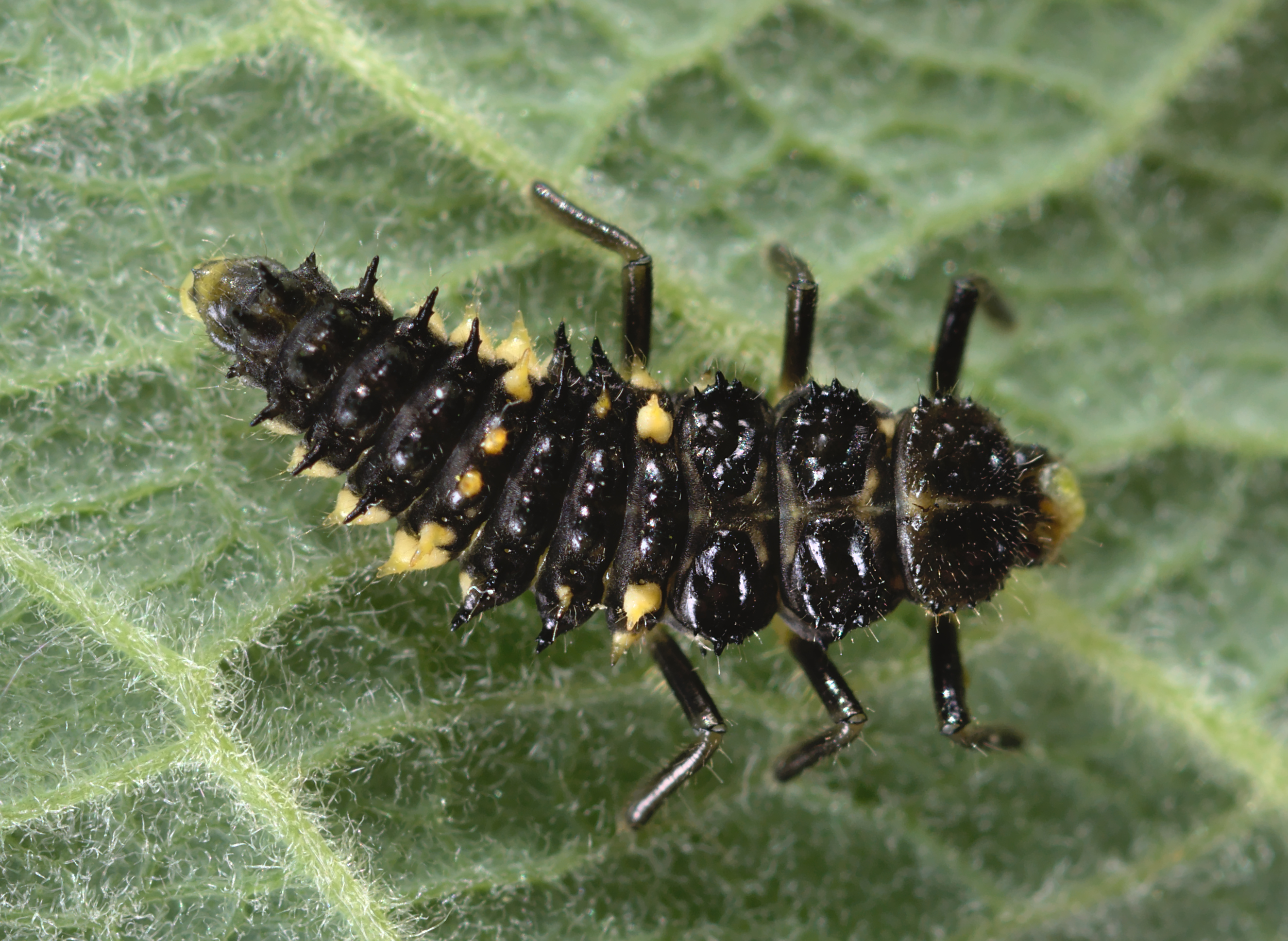
Larva slunéčka čtrnáctitečného

Slunéčko čtrnáctiskvrnné dorůstá velikosti 4–6 mm. Má oválné, vyklenuté tělo, jehož barva je v Evropě obvykle červenohnědá s čtrnácti krémově bílými tečkami na krovkách. V Severní Americe a některých částech Asie se však objevují i další barevné varianty, například černé se světlými tečkami nebo růžové se skvrnami. Melanistické formy mohou být celé černé s oranžovými znaky na krovkách.
Larvy jsou černé s bílými znaky, mají kuželovité výčnělky na těle a krátké nohy. Kukla je také charakteristická svým zbarvením a tvarem.

## Výskyt
Slunéčko čtrnáctiskvrnné se vyskytuje v celé holarktické oblasti. V Evropě obývá především listnaté lesy, parky a zahrady, zatímco zavlečené populace v Severní Americe se rozšířily od Aljašky po New Jersey.

## Ekologie
Tento druh je dravý, živí se mšicemi, molicemi, štítenkami a dalšími drobnými hmyzími škůdci. Přispívá tak k přirozené regulaci škůdců v zemědělství a zahradnictví.
Dospělci přezimují v listovém opadu, pod kůrou stromů nebo v jiných chráněných místech. Aktivní jsou od jara do podzimu, v závislosti na klimatických podmínkách.

## Chování
Slunéčko čtrnáctiskvrnné je často pozorováno na stromech a keřích, kde hledá potravu. Jeho přirozenými nepřáteli jsou ptáci, parazitoidi a další predátoři. Díky svému zbarvení a schopnosti vylučovat obranné látky je však do určité míry chráněno před predací.

## Podobné druhy
Slunéčko čtrnáctiskvrnné je podobné slunéčku osmnáctitečnému (Myrrha octodecimguttata), které žije na borovicích a má charakteristickou bílou „M“ skvrnu na štítu. Dalším podobným druhem je slunéčko dvoutečné (Adalia bipunctata) s variabilním počtem teček.

## Etymologie
Latinský název druhu Calvia quatuordecimguttata pochází z latinských slov quatuordecim (čtrnáct) a guttata (skvrnitý), což odkazuje na počet skvrn na krovkách.

## Využití
Slunéčko čtrnáctiskvrnné je ceněným spojencem v biologické ochraně rostlin, protože pomáhá kontrolovat populace mšic a dalších škůdců. Jeho přítomnost v ekosystémech přispívá k udržení biodiverzity.